# Ana Galindo Santolaria
Ana Galindo Santolaria (* 16. August 1973 in Candanchú) ist eine ehemalige spanische Skirennläuferin.
Galindo Santolaria gehörte in der zweiten Hälfte der 1990er Jahre zur erweiterten Weltspitze in den Riesenslalom-Weltcuprennen. In ihrer Karriere realisierte sie als Bestresultat zwei vierte Ränge: Saison 1996/97 in Sölden und in der Saison 1997/98 in Åre.
Bei den Skiweltmeisterschaften 1996 in der spanischen Sierra Nevada wurde sie Zwölfte. Nach der Saison 2002/03 beendete sie ihre Karriere.